# Mary Helen Johnston
Mary Helen Johnston (* 17. September 1945 in West Palm Beach, Florida) ist eine amerikanische Wissenschaftlerin und ehemalige Astronautin.

## Leben
Mary Helen Johnston erwarb 1966 den Bachelor und 1969 den Master of science in Ingenieurwesen an der Florida State University. 1973 promovierte
sie in Metallurgie an der University of Florida. Sie war die erste Frau, die an dieser Universität in Ingenieurwissenschaften promovierte. Von 1968 bis 1986 arbeitete sie am Marshall Space Flight Center. Sie befasste sich dort mit der Verarbeitung und den Eigenschaften von Materialien in der Schwerelosigkeit sowie Problemen und Fehlern bei Werkstoffen für Raumfahrzeuge.
Mary Johnston bewarb sich 1980 vergeblich für die NASA-Auswahlgruppe 9, wurde aber 1983 als einer von vier Nutzlastspezialisten für die Mission STS-51-B ausgewählt. Als einzige dieser Gruppe flog sie nie ins All.
1985 verließ sie die NASA und wurde außerordentliche Professorin für Metallurgie und Materialwissenschaften am Space Institute der University of Tennessee. Für mehrere Jahre war sie Leiterin des Zentrums für Laseranwendungen der Universität. Von 2003 bis 2017 war sie Direktorin des Nationalen Zentrums für Wasserstoffforschung am Florida Institute of Technology. Seit 2017 ist sie Professorin für Maschinenbau und Direktor des Zentrums für moderne Beschichtungen am Florida Institute of Technology.
Mary Johnston ist Verfasserin mehrerer wissenschaftlicher Arbeiten zu materialwissenschaftlichen Themen und hält 14 Patente.

## Privates
Mary Helen Johnston ist mit T. Dwayne McCay, der ebenfalls früher für die NASA arbeitete und heute Präsident des Florida Institute of Technology ist, verheiratet. Sie führt den Familiennamen McCay.

## Auszeichnungen
Mary Johnston wurde 1982 mit der NASA Exceptional Scientific Achievement Medal ausgezeichnet.